# Divulgazione astronomica

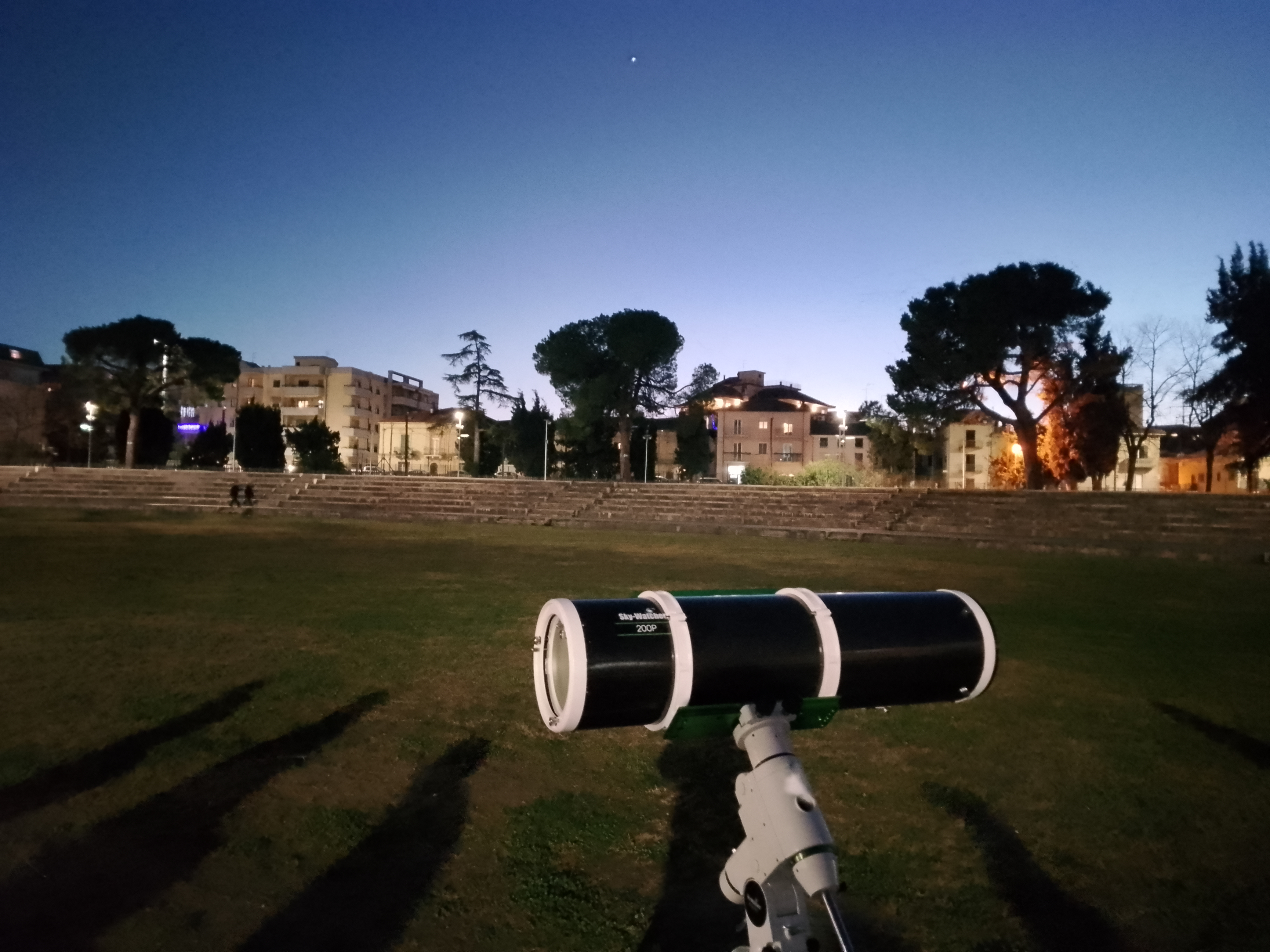
Telescopio Sky-Watcher del Gruppo Astrofili Frentani di fronte a Venere, poco prima dell'inizio di un evento pubblico di divulgazione astronomica a Lanciano.

La divulgazione astronomica è un aspetto essenziale nei settori dell'astronomia professionale e amatoriale, consistente nella diffusione delle scienze astronomiche al pubblico. La divulgazione astronomica, tuttavia, opera nei due settori indicati con mezzi e modalità di diffusione ben distinte. 
Nell'astronomia ufficiale la divulgazione avviene per lo più tramite pubblicazioni su riviste internazionali e italiane, o con i mezzi di informazione di massa e convegni. Le finalità, oltre a quella informativa, sono legate soprattutto al consenso dell'opinione pubblica verso l'operato e il prestigio dell'ente di ricerca.
La divulgazione in ambito non professionale è svolta in genere dalle associazioni di astrofili, con lo scopo di accrescere il numero di soci e il prestigio dell'associazione stessa. Essa si esplica tramite l'organizzazione di convegni, conferenze, corsi di astronomia, osservazioni astronomiche, pubblicazioni su riviste di settore.
Un'indagine pubblicata a dicembre 2018 su Nature evidenzia che la comunità astronomica professionale è molto attiva in ambito divulgativo, motivata da puro spirito di soddisfazione personale prescindendo da riconoscimenti economici o di carriera.
In Italia un sostegno alla divulgazione dell'astronomia, proviene principalmente dalle associazioni di astrofili siano esse associate oppure no all'Unione Astrofili Italiani e da alcune pubblicazioni periodiche, quali le riviste l'Astronomia, Coelum Astronomia, Le Stelle, Nuovo Orione. Diversi gruppi ed associazioni di astrofili pubblicano bollettini e notiziari.